# Kappa Persei
kappa Persei (Misam, κ Per) – gwiazda III klasy jasności w klasyfikacji Morgana-Keenana (olbrzym) w gwiazdozbiorze Perseusza. Nazwa jest skrótem arabskiego wyrazu oznaczającego nadgarstek Plejad (mi`sam al-turajja). Jest to gwiazda zmienna. Na niebie gwiazda posiada optycznego towarzysza.